# 정현욱
정현욱(鄭現旭, 1977년 12월 2일 ~ )은 전 KBO 리그 LG 트윈스의 투수이자, 현 KBO 리그 삼성 라이온즈의 재활군 투/타코치이다.

## 선수 시절

### 삼성 라이온즈시절
1996년에 2차 3라운드 지명을 받아 입단했다. 병역 비리 사건 전에는 간간히 등판했지만 그다지 알려지지 않았으며 병역을 마치고 2008년에 뒤늦게 빛을 발하기 시작했다. 주로 중간 계투진에서 활동했으나 2008년에 127이닝이나 소화했다. 제대 후 팀 불펜진에서 중요한 역할을 했으며 2009년부터 불펜에 완전히 정착했다.
2004년에 같은 팀 내 박정환, 윤성환, 현재윤, 지승민과 병역 비리 사건에 연루돼 구속 및 수감됐다. 출소 후 2005년에 공익근무요원으로 대체 복무를 시작했고, 2007년 8월에 소집 해제돼 1군에 복귀했다.

### LG 트윈스시절
2012년 시즌 후 FA를 선언했으나 삼성 라이온즈에서 제시한 계약 기간에 이견을 보여 협상이 결렬됐고, 그 해 11월 17일에 총액 28억 6000만원에 FA 계약을 체결하며 이적했다. 하지만 삼성 라이온즈 시절보다 부진했고, 2014년 시즌 중 팔꿈치 뼛조각 제거 수술을 받아 시즌을 마감했다. 그 해 말 위암 판정을 받아 2015년에는 경기에 등판하지 못했다. 2016년 시범 경기를 통해 복귀했고, 17경기에 등판해 1승, 1세이브, 3홀드, 7점대 평균자책점을 기록한 후 은퇴를 선언했다.

## 야구선수 은퇴 후
2017년부터 삼성 라이온즈의 불펜코치로 활동했다.

## 별명
- 2008년에 선발과 중간 계투를 가리지 않고 등판[6]해 '정노예'라고 불렸는데 더 나아가 "프로야구 3대 정노예"[7]라는 수식어가 붙었다.
- 2009년 WBC를 통해 처음으로 야구 국가 대표팀에 발탁됐고, 국가 대표팀 중간 계투진에서 불같은 강속구로 연이은 호투를 하며 '국노(국민 노예)'라고 불렸다.

## 트리비아
- 병역 비리 사건으로 인해 서울구치소에 수감됐을 때 하루에 팔굽혀펴기만 1000개[8]를 하며 체력을 다졌고, 이후 충주교도소에 이감됐다가 출소했다.

## 출신 학교
- 장안초등학교
- 건국대학교 사범대학 부속중학교
- 동대문상업고등학교

## 2009년WBC
- 2009년 3월 16일 본선 멕시코 전(펫코 파크) : 승리 투수(3회 2사부터 선발투수 류현진을 구원 등판), 2.2이닝 1피안타 무실점, 2탈삼진

| 팀 | 1 | 2 | 3 | 4 | 5 | 6 | 7 | 8 | 9 | R | H  | E |
| 멕시코 | 0 | 2 | 0 | 0 | 0 | 0 | 0 | 0 | 0 | 2 | 9  | 1 |
| 대한민국 | 0 | 2 | 0 | 1 | 1 | 0 | 4 | 0 | X | 8 | 12 | 1 |
| 승리 투수: 정현욱 패전 투수: 올리버 페레스 홈런: 한국 – 이범호 (2회 올리버 페레스 상대 1점 홈런), 김태균 (4회 올리버 페레스 상대 1점 홈런), 고영민 (5회 올리버 페레스 상대 1점 홈런) |   |   |   |   |   |   |   |   |   |   |    |   |

## 통산 기록
| 연도 | 팀명   | 평균자책점 | 경기 | 완투 | 완봉 | 승 | 패 | 세 | 홀 | 이닝  | 피안타 | 피홈런 | 볼넷 | 사구 | 탈삼진 | 실점 | 자책점 |
| ---- | ------ | ---------- | ---- | ---- | ---- | -- | -- | -- | -- | ----- | ------ | ------ | ---- | ---- | ------ | ---- | ------ |
| 1998 | 삼성   | 4.70       | 5    | 0    | 0    | 1  | 0  | 0  | 0  | 7.2   | 6      | 3      | 5    | 1    | 2      | 4    | 4      |
| 1999 | 삼성   | 5.03       | 25   | 0    | 0    | 3  | 7  | 0  | 0  | 78.2  | 80     | 12     | 29   | 3    | 56     | 54   | 44     |
| 2000 | 삼성   | 3.60       | 2    | 0    | 0    | 0  | 0  | 0  | 0  | 5     | 6      | 1      | 2    | 1    | 2      | 6    | 2      |
| 2002 | 삼성   | 4.00       | 20   | 0    | 0    | 1  | 1  | 0  | 0  | 36    | 32     | 2      | 16   | 2    | 34     | 20   | 16     |
| 2003 | 삼성   | 4.59       | 43   | 0    | 0    | 4  | 5  | 1  | 3  | 86.1  | 91     | 6      | 32   | 2    | 77     | 47   | 44     |
| 2004 | 삼성   | 3.36       | 27   | 0    | 0    | 4  | 5  | 0  | 1  | 85.2  | 81     | 8      | 38   | 4    | 67     | 41   | 32     |
| 2007 | 삼성   | 5.52       | 11   | 0    | 0    | 0  | 1  | 1  | 0  | 14.2  | 15     | 3      | 9    | 2    | 6      | 10   | 9      |
| 2008 | 삼성   | 3.40       | 53   | 0    | 0    | 10 | 4  | 0  | 11 | 127   | 108    | 3      | 55   | 1    | 97     | 51   | 48     |
| 2009 | 삼성   | 3.42       | 62   | 0    | 0    | 8  | 5  | 6  | 16 | 79    | 77     | 8      | 36   | 2    | 66     | 33   | 30     |
| 2010 | 삼성   | 3.20       | 61   | 0    | 0    | 9  | 1  | 12 | 11 | 70.1  | 66     | 3      | 26   | 4    | 61     | 31   | 25     |
| 2011 | 삼성   | 2.36       | 59   | 0    | 0    | 4  | 3  | 1  | 24 | 72.1  | 70     | 4      | 30   | 4    | 52     | 22   | 19     |
| 2012 | 삼성   | 3.16       | 54   | 0    | 0    | 2  | 5  | 0  | 3  | 62.2  | 57     | 1      | 21   | 0    | 48     | 25   | 22     |
| 2013 | LG     | 3.78       | 54   | 0    | 0    | 2  | 5  | 2  | 16 | 47.2  | 55     | 4      | 25   | 1    | 31     | 23   | 20     |
| 2014 | LG     | 4.73       | 25   | 0    | 0    | 2  | 2  | 0  | 1  | 32.1  | 39     | 4      | 15   | 1    | 24     | 17   | 17     |
| 2016 | LG     | 7.29       | 17   | 0    | 0    | 1  | 0  | 1  | 3  | 21    | 22     | 4      | 10   | 4    | 18     | 19   | 17     |
| 통산 | 15시즌 | 3.80       | 518  | 0    | 0    | 51 | 44 | 24 | 89 | 826.1 | 805    | 66     | 349  | 32   | 641    | 403  | 349    |

## 참조
1. ↑  한국야구위원회, 2012 가이드북
2. ↑  ‘식충이’로 통했던 12년차, 이젠 승리 먹는 다원이 아빠! 《동아일보》, 2008년 10월 9일 작성
3. ↑  정현욱이 특급 불펜 투수인 이유?[깨진 링크(과거 내용 찾기)] - OSEN
4. ↑  정현욱 '내가 대표팀 최고 믿을맨!' - 노컷뉴스
5. ↑  암 극복 주인공 ‘국노’ 정현욱 은퇴한다 - 스포츠동아
6. ↑  '든든한 해결사' 정현욱의 재발견 보관됨 2016-08-11 - 웨이백 머신 - 매일신문
7. ↑  2008년에 선발, 중간 계투, 마무리 등 보직을 가리지 않고 등판하는 정씨 성을 가진 투수인 정재복, 정우람, 그를 일컫는 신조어이다.
8. ↑  '국민노예' 정현욱, 서울구치소와 푸시업 1000개의 기억 - 스포츠조선
9. ↑  WBC 공식 홈페이지 2009년 3월 16일 경기 박스스코어